# Tom Thacker
Thomas Porter "Tom" Thacker (Covington, Kentucky, 2 de noviembre de 1939) es un exjugador de baloncesto estadounidense que disputó 7 temporadas como profesional, 3 en la NBA y otras 4 en la ABA. Con 1,88 metros de estatura, jugaba en la posición de base. Fue campeón de la NBA con los Boston Celtics en 1968.

## Trayectoria deportiva

### Universidad
Tras su brillante paso por el high school, donde promedió 31,7 y 33,8 puntos por partido en sus dos últimas temporadas respectivamente, jugó durante 4 temporadas con los Bearcats de la Universidad de Cincinnati, con los que ganó dos títulos de la NCAA, en 1961 y 1962. En total promedió 12,9 pubntos y 9,3 rebotes por partido, lo que le sitúa con 1.152 puntos conseguidos en el vigésimo quinto mejor anotador de la historia de la universidad. En 1963 fue incluido en el segundo equipo All-American que elabora Associated Press.

### Profesional
Fue elegido en la quinta posición del Draft de la NBA de 1963 por Cincinnati Royals como elección territorial. Su aportación a lo largo de los tres años que allí permaneció fue más bien escasa, en un equipo comandado por Oscar Robertson y Jerry Lucas. Dispuso de menos de 10 minutos por partido para apenas promediar 3 puntos por noche. En la temporada 1967-68 ficha por Boston Celtics, para dar minutos de descanso al titular John Havlicek, en un año en el que los Celtics se convertirían en campeones de la NBA. Thacker colaboró con 4,2 puntos y 2,5 rebotes por encuentro.
Tras su decepcionante paso por la mejor liga profesional del momento, cambió de aires firmando con los Indiana Pacers, entonces en la liga rival, la ABA, donde su aportación volvió a ser escasa, promediando cifras similares a las de su paso por la NBA. Sin embargo, eso no le impidió volverse a proclamar campeón de la liga en 1970, derrotando a Los Angeles Stars en la final. Tras jugar 9 partidos en la temporada 70-71, fue cortado por el equipo, retirándose del baloncesto en activo. En sus 7 años como profesional promedió 3,2 puntos y 2,6 rebotes por partido.

### Entrenador
Fue contratado como entrenador del equipo femenino de la Universidad de Cincinnati en 1974, dirigiendo al mismo durante cuatro temporadas, en las que logró dos títulos de la Ohio Valley Conference.

## Estadísticas de su carrera en la NBA y en la ABA

### Temporada regular
| Temporada | Edad | Equipo            | Liga  | P   | TIT | MIN  | TC  | TCA | %TC  | 3P  | 3PA | %3P  | TL  | TLA | %TL   | R.OF. | R.DEF. | REB | ASIS | ROB | TAP | PER | FP  | PTS |
| 1963-64   | 24   | Cincinnati Royals | NBA   | 48  |     | 9.5  | 1.1 | 3.8 | .293 |     |     |      | 0.5 | 1.1 | .491  |       |        | 2.4 | 1.1  |     |     |     | 1.1 | 2.8 |
| 1964-65   | 25   | Cincinnati Royals | NBA   | 55  |     | 8.5  | 1.0 | 3.1 | .333 |     |     |      | 0.4 | 0.9 | .489  |       |        | 2.3 | 0.7  |     |     |     | 1.2 | 2.5 |
| 1965-66   | 26   | Cincinnati Royals | NBA   | 50  |     | 9.6  | 1.7 | 4.1 | .406 |     |     |      | 0.3 | 0.8 | .395  |       |        | 2.4 | 1.2  |     |     |     | 1.7 | 3.7 |
| 1967-68   | 28   | Boston Celtics    | NBA   | 65  |     | 12.0 | 1.8 | 4.2 | .419 |     |     |      | 0.7 | 1.3 | .512  |       |        | 2.5 | 1.1  |     |     |     | 2.5 | 4.2 |
| 1968-69   | 29   | Indiana Pacers    | ABA   | 18  |     | 19.2 | 2.2 | 6.5 | .342 | 0.0 | 0.1 | .000 | 1.0 | 1.7 | .581  | 1.7   | 2.0    | 3.7 | 2.9  |     |     | 1.4 | 2.8 | 5.4 |
| 1969-70   | 30   | Indiana Pacers    | ABA   | 70  |     | 14.5 | 1.0 | 3.0 | .330 | 0.1 | 0.6 | .256 | 0.5 | 1.0 | .551  | 1.3   | 1.7    | 3.0 | 2.6  |     |     | 1.6 | 2.5 | 2.7 |
| 1970-71   | 31   | Indiana Pacers    | ABA   | 8   |     | 11.5 | 0.8 | 2.1 | .353 | 0.0 | 0.4 | .000 | 0.1 | 0.1 | 1.000 | 0.9   | 1.9    | 2.8 | 0.9  |     |     | 1.0 | 2.3 | 1.6 |
| Total     |      |                   | TOTAL | 314 |     | 11.6 | 1.3 | 3.7 | .360 | 0.1 | 0.5 | .227 | 0.5 | 1.0 | .508  | 1.3   | 1.8    | 2.6 | 1.5  |     |     | 1.6 | 1.9 | 3.2 |
|           |      |                   | NBA   | 218 |     | 10.0 | 1.4 | 3.8 | .371 |     |     |      | 0.5 | 1.0 | .482  |       |        | 2.4 | 1.0  |     |     |     | 1.7 | 3.3 |
|           |      |                   | ABA   | 96  |     | 15.1 | 1.2 | 3.6 | .335 | 0.1 | 0.5 | .227 | 0.6 | 1.1 | .564  | 1.3   | 1.8    | 3.1 | 2.5  |     |     | 1.6 | 2.6 | 3.1 |

### Playoffs
| Temporada | Edad | Equipo            | Liga  | P  | MIN | TCA | TC  | 3PA | 3P | TLA | TL | R.OF. | REB | ASIS | ROB | TAP | PER | FP  | PTS | %TC  | %3P  | %FT  | MIN  | PTS | REB | AST |
| 1963-64   | 24   | Cincinnati Royals | NBA   | 6  | 43  | 6   | 23  |     |    | 1   | 4  |       | 13  | 3    |     |     |     | 4   | 13  | .261 |      | .250 | 7.2  | 2.2 | 2.2 | 0.5 |
| 1964-65   | 25   | Cincinnati Royals | NBA   | 4  | 47  | 5   | 13  |     |    | 3   | 4  |       | 12  | 3    |     |     |     | 8   | 13  | .385 |      | .750 | 11.8 | 3.3 | 3.0 | 0.8 |
| 1965-66   | 26   | Cincinnati Royals | NBA   | 4  | 46  | 7   | 22  |     |    | 3   | 4  |       | 9   | 5    |     |     |     | 11  | 17  | .318 |      | .750 | 11.5 | 4.3 | 2.3 | 1.3 |
| 1967-68   | 28   | Boston Celtics    | NBA   | 17 | 81  | 7   | 24  |     |    | 2   | 7  |       | 17  | 8    |     |     |     | 23  | 16  | .292 |      | .286 | 4.8  | 0.9 | 1.0 | 0.4 |
| 1968-69   | 29   | Indiana Pacers    | ABA   | 16 | 391 | 36  | 117 | 0   | 5  | 28  | 47 |       | 77  | 69   |     |     | 33  | 53  | 100 | .308 | .000 | .596 | 24.4 | 6.3 | 4.8 | 4.3 |
| 1969-70   | 32   | Indiana Pacers    | ABA   | 14 | 187 | 12  | 38  | 3   | 11 | 6   | 11 |       | 48  | 36   |     |     | 20  | 37  | 33  | .316 | .273 | .545 | 13.4 | 2.4 | 3.4 | 2.6 |
| Total     |      |                   | TOTAL | 61 | 795 | 73  | 237 | 3   | 16 | 43  | 77 |       | 176 | 124  |     |     | 53  | 136 | 192 | .308 | .188 | .558 | 13.0 | 3.1 | 2.9 | 2.0 |
|           |      |                   | NBA   | 31 | 217 | 25  | 82  |     |    | 9   | 19 |       | 51  | 19   |     |     |     | 46  | 59  | .305 |      | .474 | 7.0  | 1.9 | 1.6 | 0.6 |
|           |      |                   | ABA   | 30 | 578 | 48  | 155 | 3   | 16 | 34  | 58 |       | 125 | 105  |     |     | 53  | 90  | 133 | .310 | .188 | .586 | 19.3 | 4.4 | 4.2 | 3.5 |